# Бондарев (ручей)
Бондарев (Бондаревский) — ручей в России и на Украине, протекает в основном в Воронежской области. Устье реки находится в 51 км по левому берегу реки Белая. Длина реки составляет 10 км, площадь водосборного бассейна 119 км².
Берёт начало на территории Украины близ российско-украинской границы в селе Пантюхино (Луганская область). Проходит через село Бондарево. Впадает в реку Белая.

## Данные водного реестра
По данным государственного водного реестра России относится к Донскому бассейновому округу, водохозяйственный участок реки — Айдар до границы РФ с Украиной, речной подбассейн реки — Северский Донец (российская часть бассейна). Речной бассейн реки — Дон (российская часть бассейна).
Код объекта в государственном водном реестре — 05010400412107000013069.